# 浄善寺
浄善寺（じょうぜんじ）は、新潟県上越市柿崎区にある浄土真宗本願寺派の仏教寺院。山号は川越山（かわごえざん）。
宗教法人としての名称は「浄善寺」。
仏教をよりどころとし、世の豊かさ安らかさを願い、事業を行っている。
柿崎区総合事務所の前に位置し、市民からはインドパゴダ様式の本堂の寺院として親しまれている。
本堂は大正時代に設計され昭和3年に建立されたもので国の登録有形文化財として登録されている。
インドパゴダ様式の本堂としては日本初のものと考えられる。

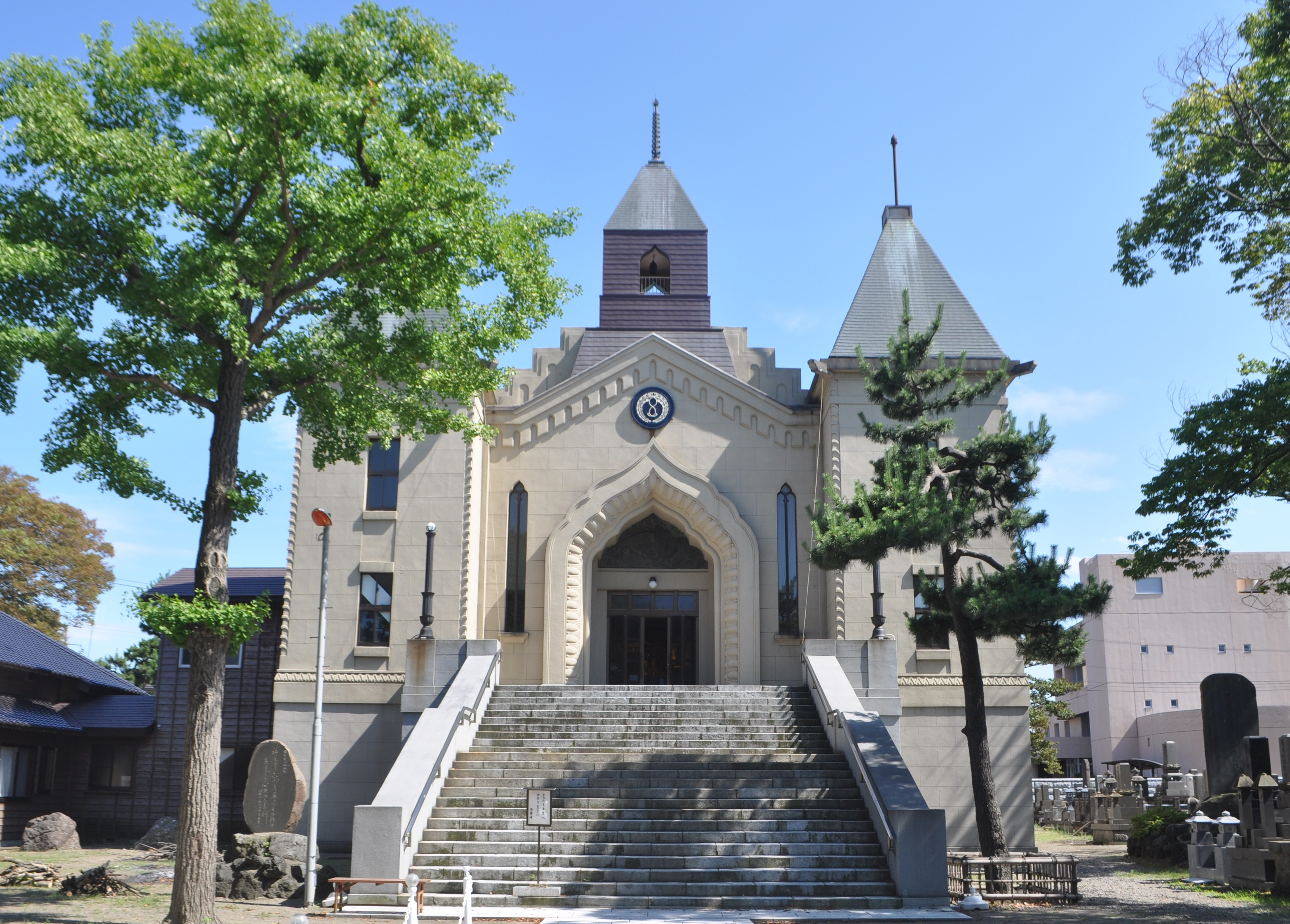
春spring
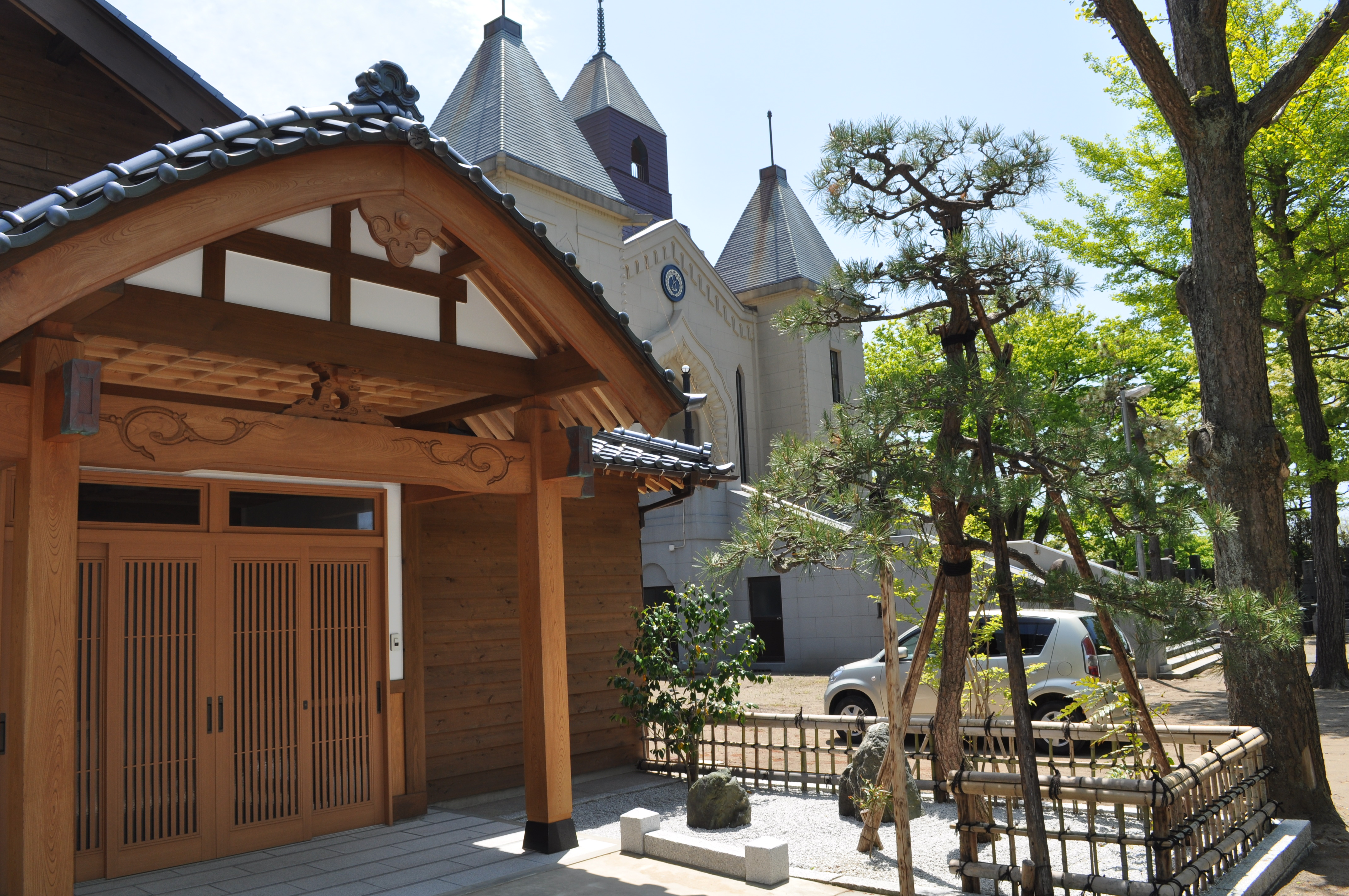
夏summer
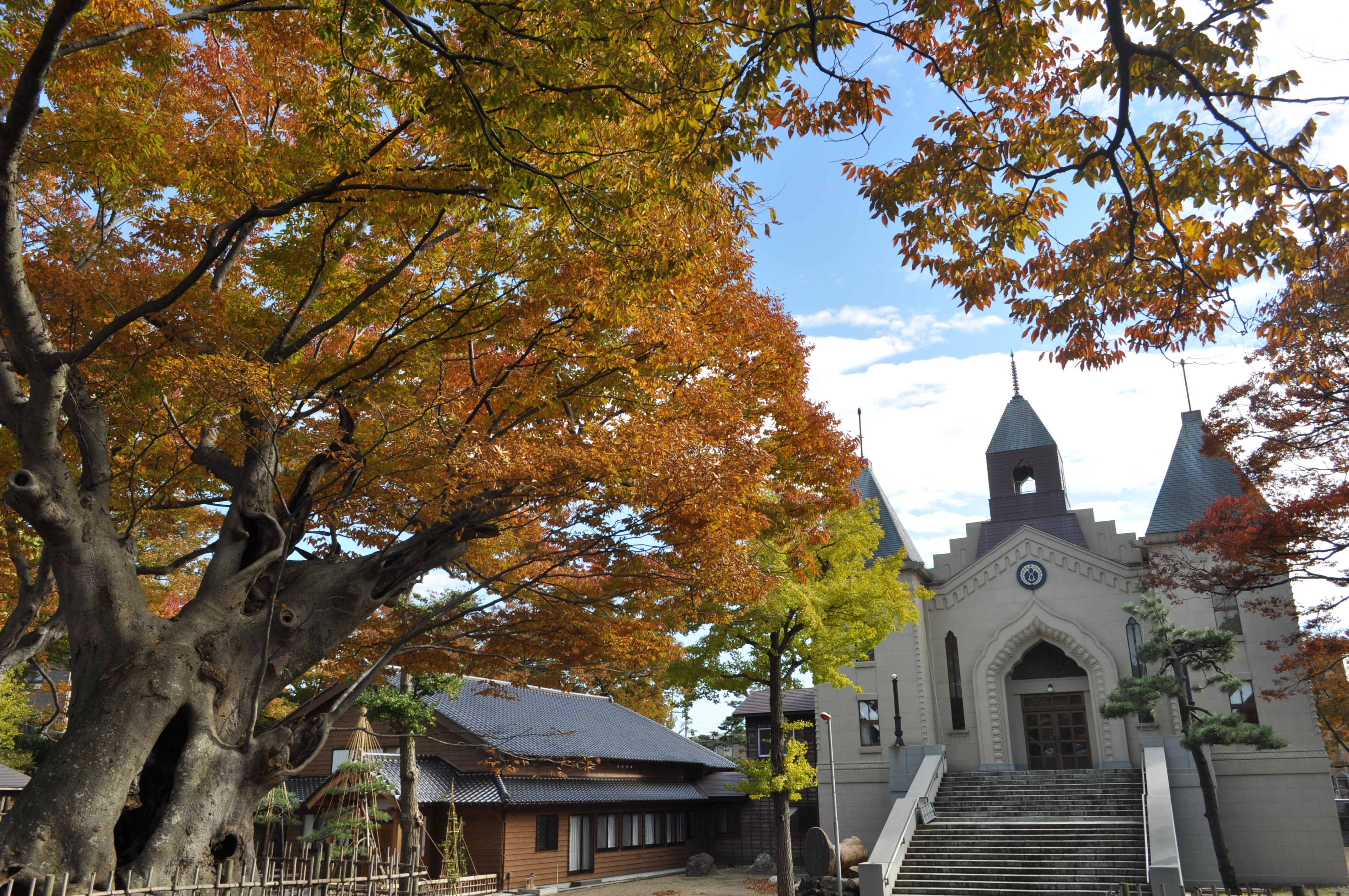
秋fall
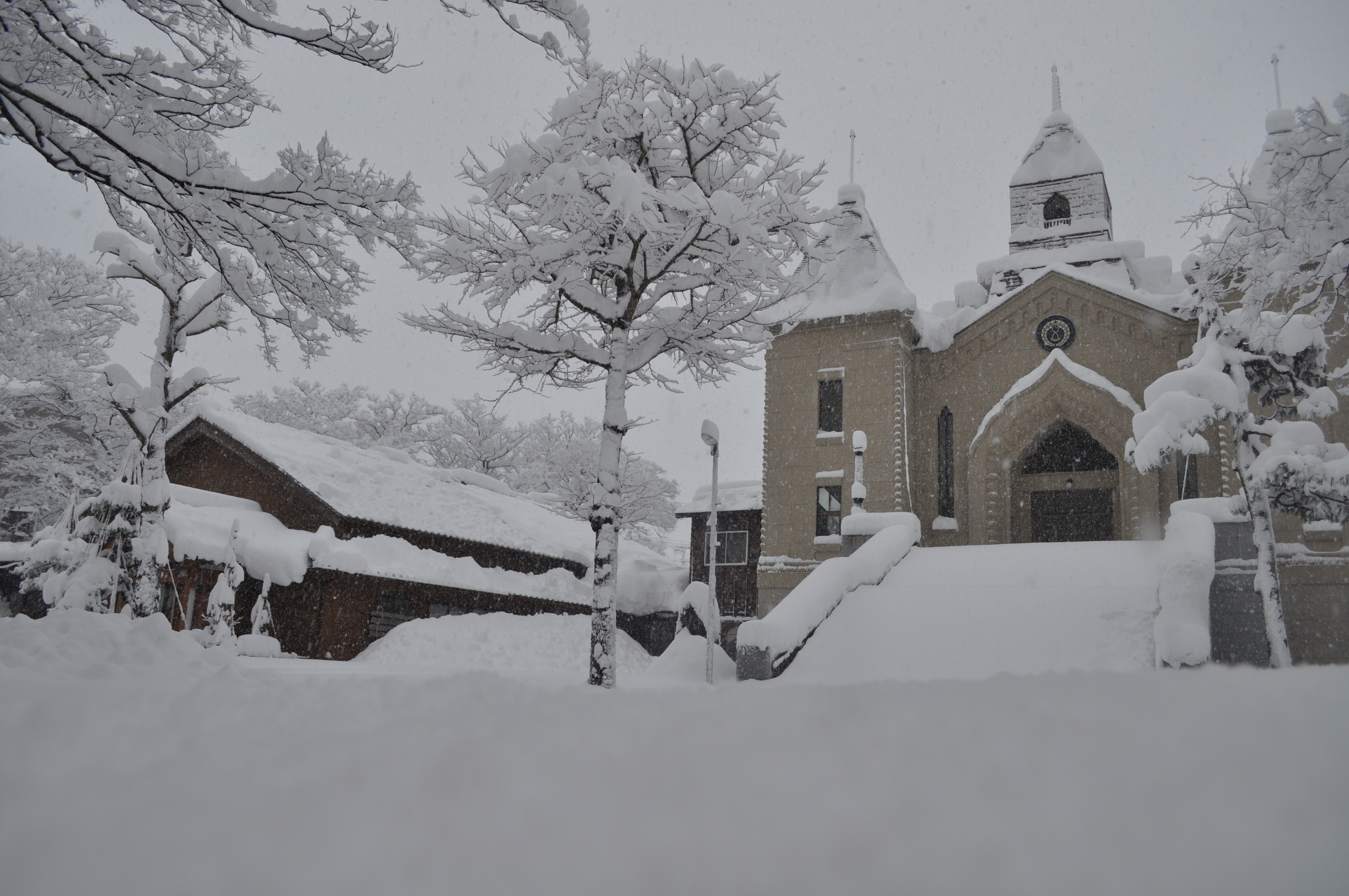
冬winter
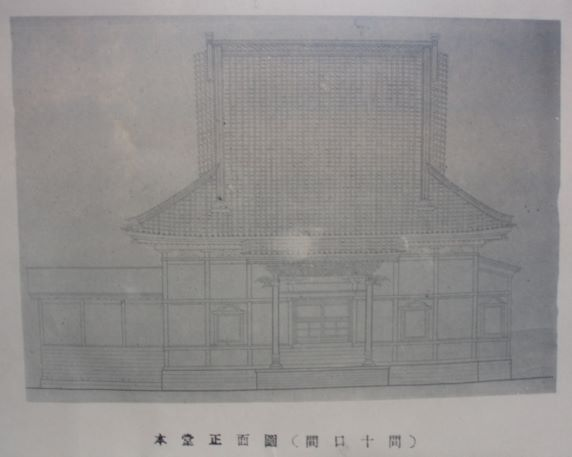
江戸Edo
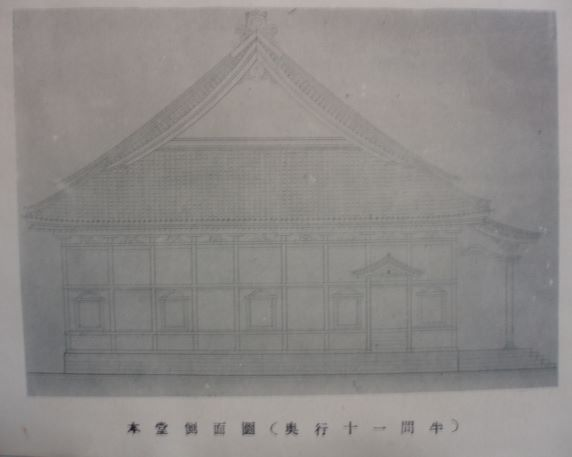
江戸Edo
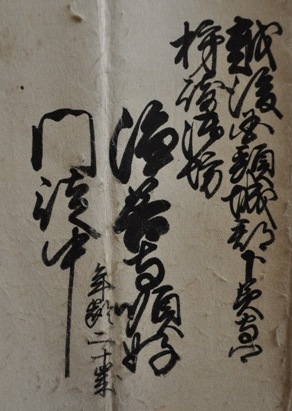
本願寺書状
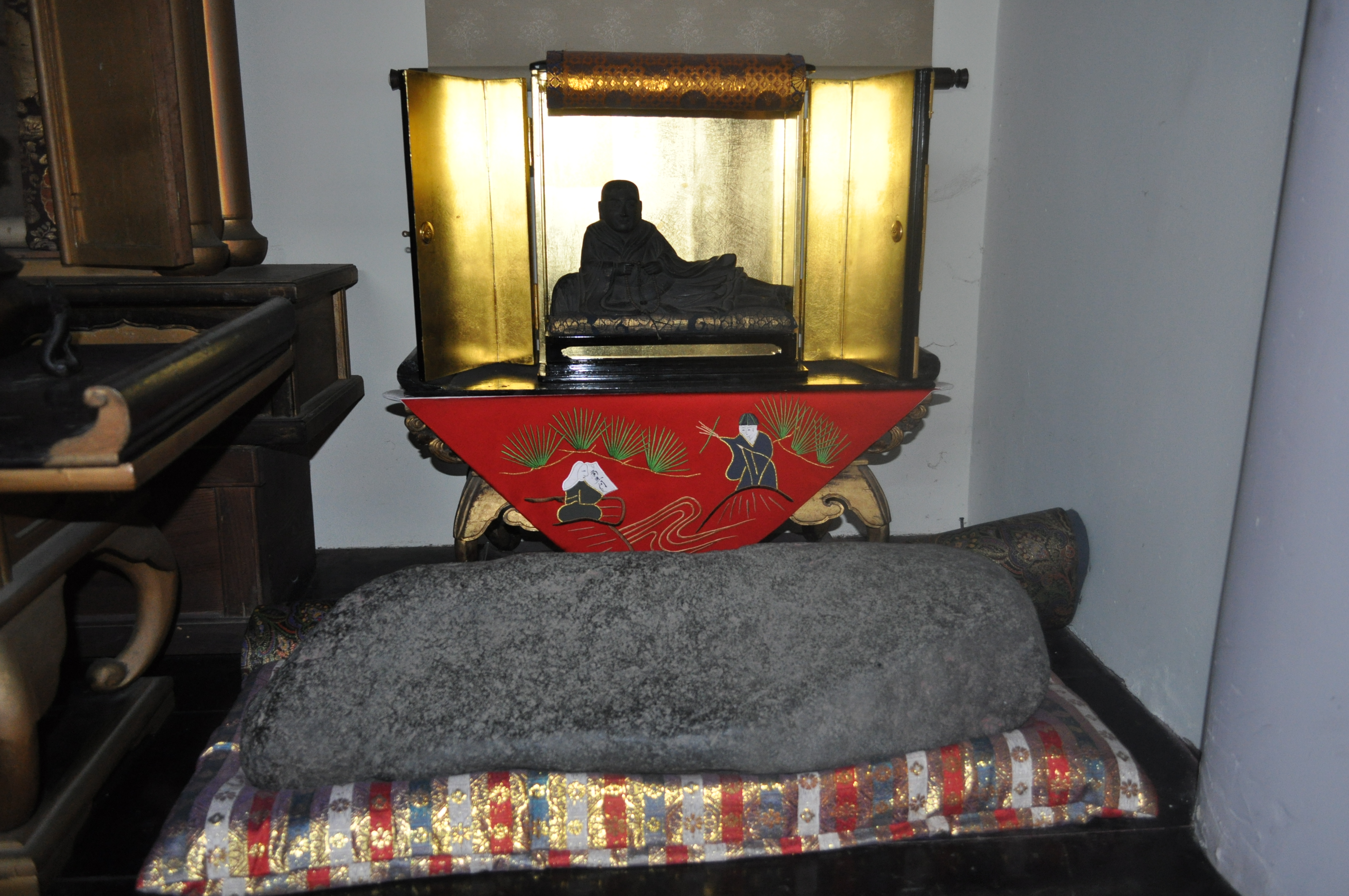
お枕石

## 歴史
寺伝によると開基は親鸞聖人に出会った夫婦であると伝わる。
室町時代より寺院が形成され、法物や書状等は、慶長年間以降のものが多く残される。
江戸時代には柿崎御坊とよばれる本願寺の出先機関のような寺院として存在し、明治時代まで御留守居役を務める。

## 本堂
江戸･明治時代に度重なり発生した柿崎大火によりその都度類焼した為、現在の本堂は鉄筋コンクリート造りでインドパゴダ様式のもの。
インドパゴダ様式の本堂としては国内初のもので、大正末期から昭和3年にかけて建立された。
「モダン寺」として親しまれている本願寺神戸別院と同時期に設計されたもの。
築地本願寺を設計した建築家伊藤忠太が見学に来られた。
美術家・映像作家である久保田成子が親戚であるため、若き頃泊りに来られた。
内陣は、阿弥陀如来と親鸞聖人が並んで安置される二尊形式。
本堂内には、本願寺第二十代宗主廣如上人書「興法浄善閣」の扁額ならびに親鸞聖人真向之御影が安置される。
昭和初期には、浄善寺保育園、第二次世界大戦中には東京都葛飾区からの集団疎開先としても利用された。
現在は、仏事道場やイベント会場や習い事教室として広く利用されている。
2019年（令和元年）12月5日、本堂が国の登録有形文化財として登録された。

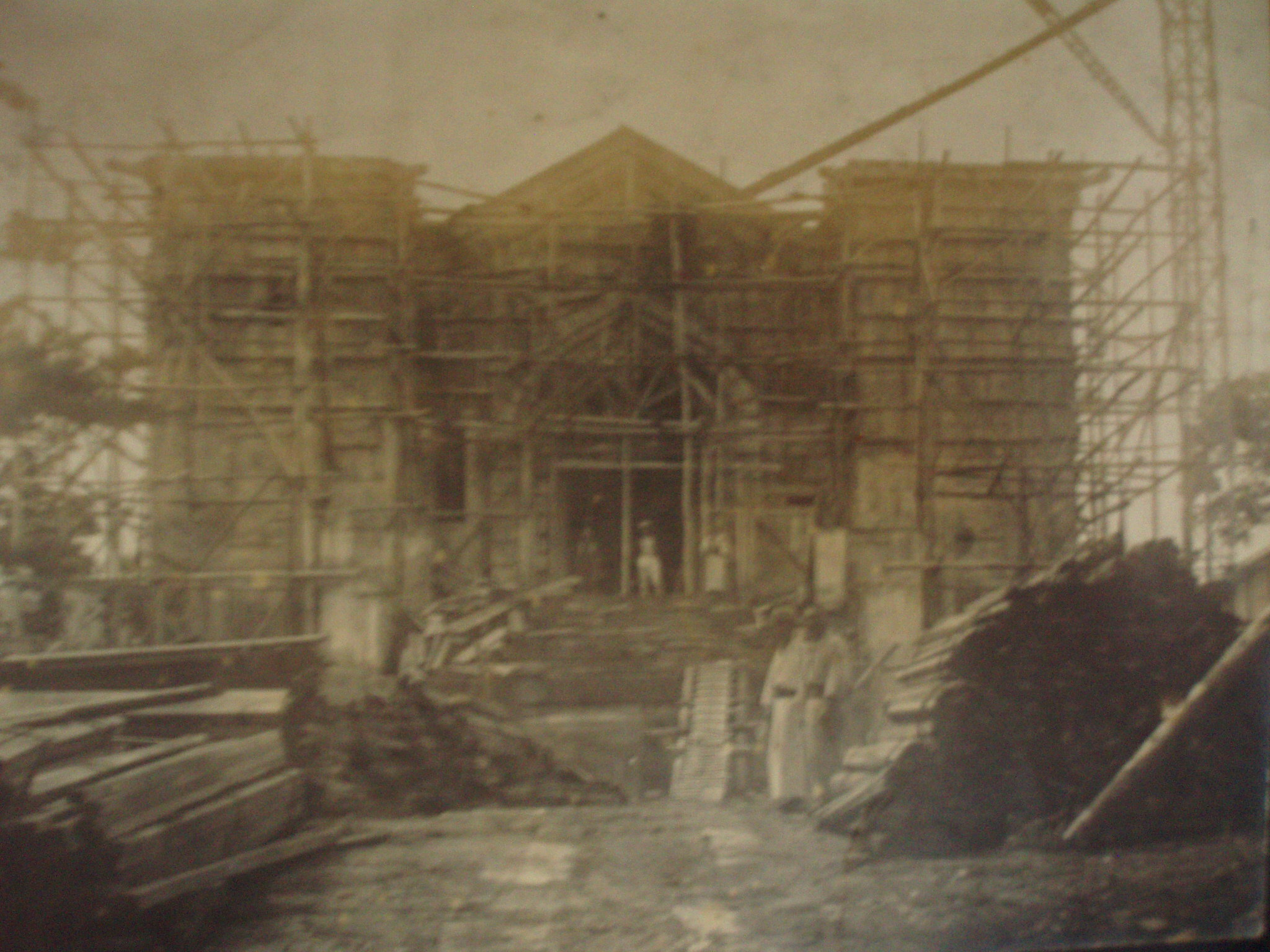
本堂建築中
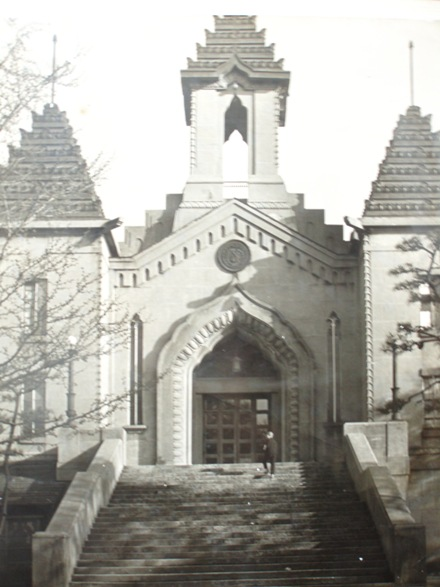
本堂昭和3年
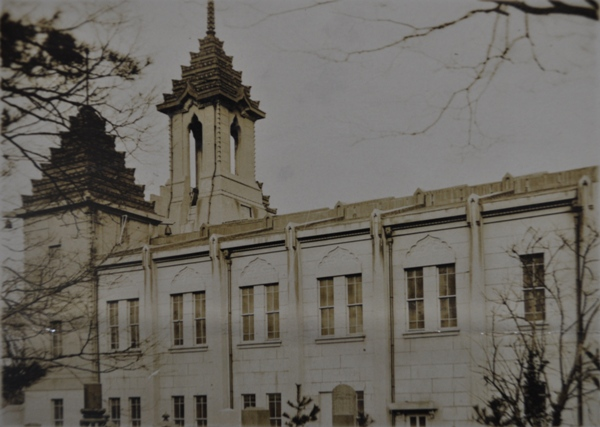
本堂昭和3年
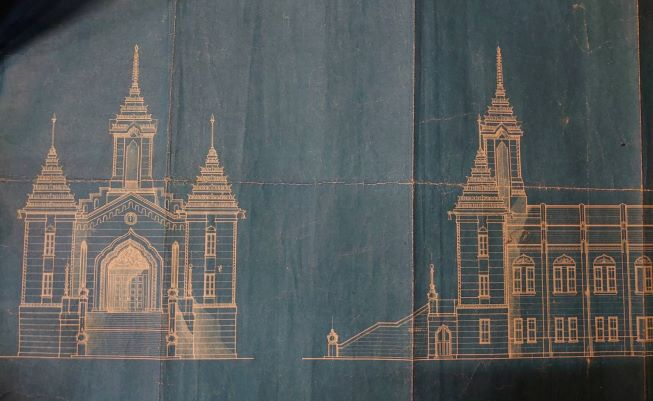
本堂設計図(大正時代)
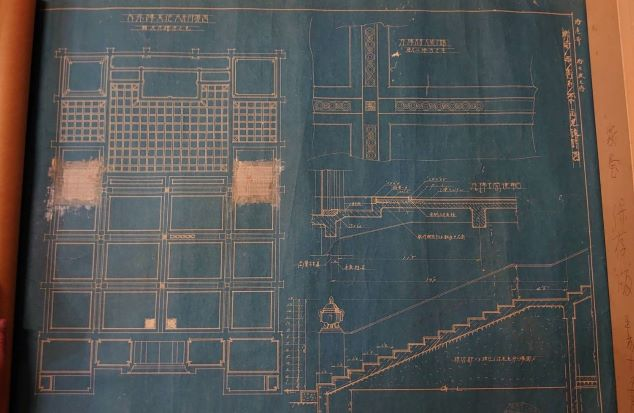
本堂設計図(大正時代)

## 庫裏
現在の庫裏は、明治時代に、隣町の大潟区にあった坂口家所有の建物を移築した、欅造のもの。
浄善寺の寺務所として利用されている。

## 親鸞聖人御旧跡地
境内の一角に親鸞聖人御旧跡地が存在する。
古来より承元の法難で、京より越後・国府に御流罪となられた親鸞聖人が、旅路の途中に一夜の宿をとられ、お念仏のみ教えをお説きになられた地として伝わる。
戦後までは庵が存在し、  代々尼僧が居住し、御旧跡三季講という組織とともに護持され、多くの方々が参拝される。
現在は「親鸞聖人御旧跡」と記された石碑と、昭和三十二年「本願寺第二十三代宗主勝如上人御巡教」を記念に建立された銅像(廣瀬精一氏寄贈。明治二十八年に三重県桑名市に生まれ、大阪市において 「鉄商廣瀬商店」を創立し、合併の後には「ヰゲタ鋼管株式会社社長」「住友物産株式会社取締役」などを歴任された産業界の方)が残るに至る。

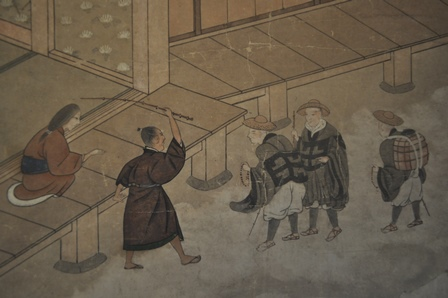
渋々宿伝絵
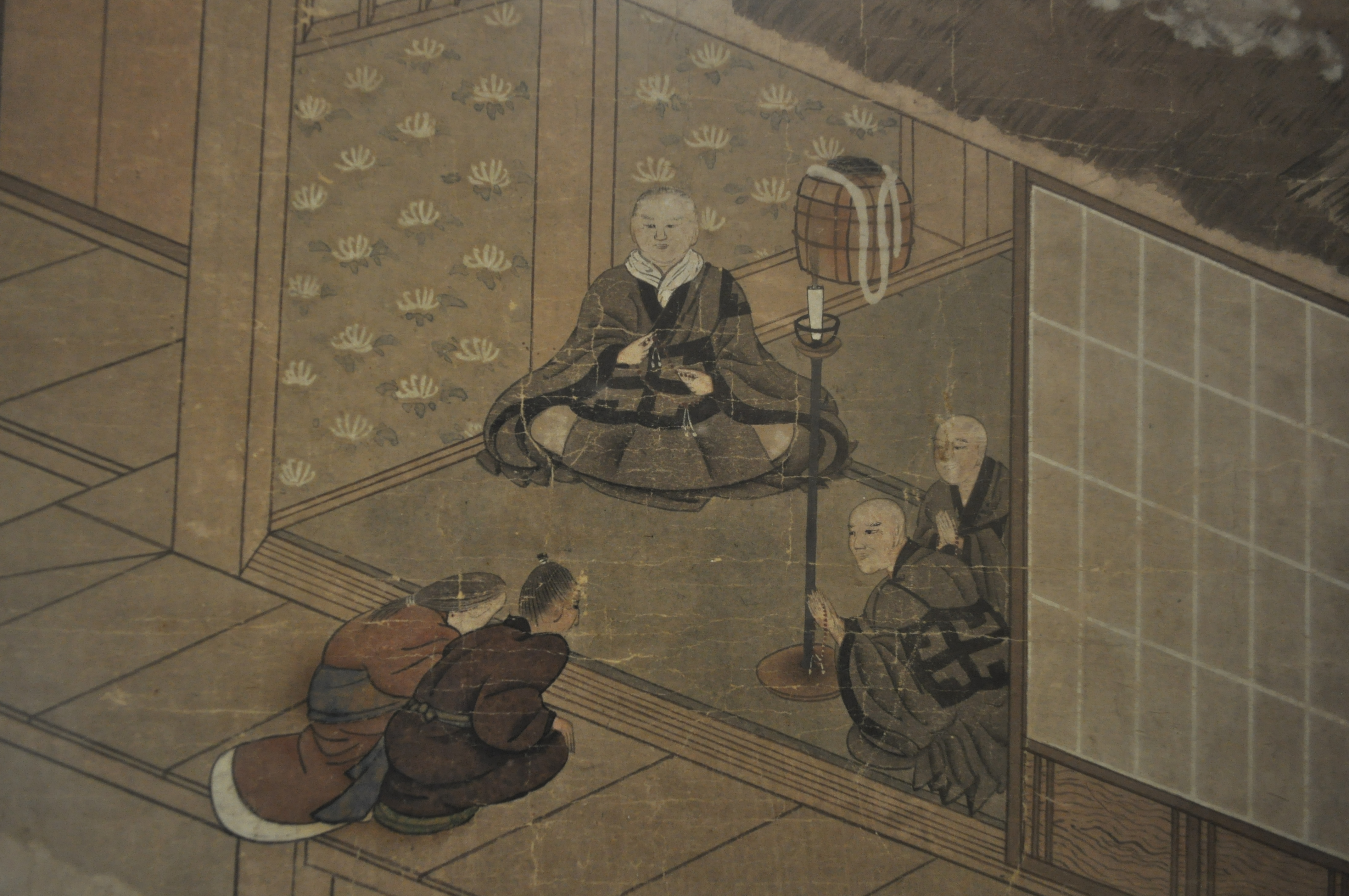
渋々宿伝絵
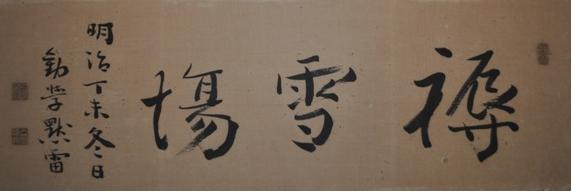
雪褥庵(雪をしとねに)
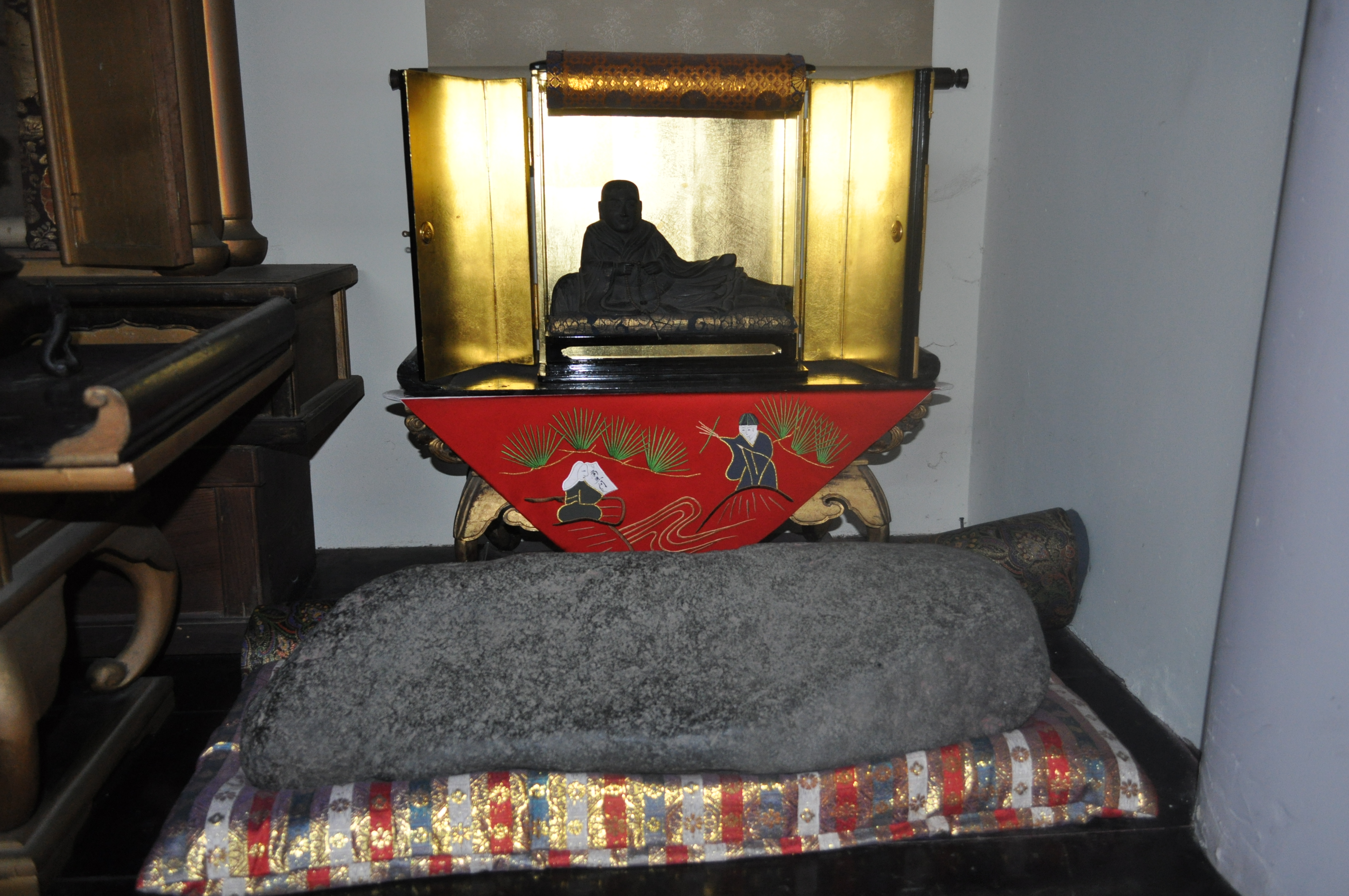
お枕石(石をまくらに)
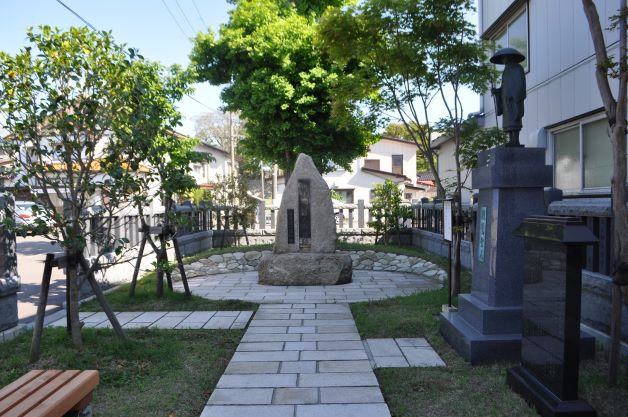
親鸞聖人銅像
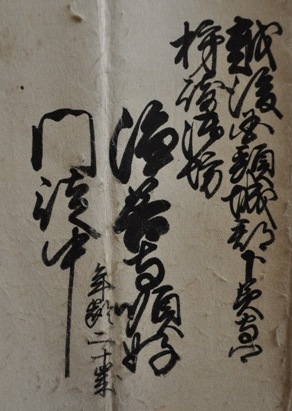
本願寺書状

## 交通
- JR信越本線 柿崎駅から徒歩約8分